# فولدك
فولدك (بالألمانية: Woldegk) هي بلدة وبلدة ألمانية تقع في مكلنبورغ فوربومرن في ألمانيا. يقدر عدد سكانها بـ 4,074 نسمة .

## أعلام
- يوهان غوتفريد روزنبرغ